# 贝齐高
贝齐高是德国巴伐利亚州的一个市镇。总面积29.28平方公里，总人口2786人，其中男性1399人，女性1387人（2011年12月31日），人口密度95人/平方公里。